# Ompok eugeneiatus
Ompok eugeneiatus är en fiskart som först beskrevs av Vaillant, 1893.  Ompok eugeneiatus ingår i släktet Ompok och familjen malfiskar. Inga underarter finns listade i Catalogue of Life.